# 兵庫県道123号生穂育波線
兵庫県道123号生穂育波線（ひょうごけんどう123ごう いくほいくはせん）は、兵庫県淡路市を通る一般県道である。

## 概要
淡路市生穂から淡路市育波に至る。淡路市長澤から淡路市生田畑にかけては道幅が狭い区間があり、その前後（生田畑方面行きは淡路市道長沢中央線との交点付近、長澤方面行きは淡路市道りくゑ線との交点付近）には「最大幅」の標識がある。
以前は兵庫県道123号津名北淡線だったが、淡路市発足（2005年（平成17年）4月1日）に伴い2006年（平成18年）4月1日兵庫県告示第418号の2により現行の路線名称に変更された。

### 路線データ
- 起点：淡路市生穂（生穂西交差点、国道28号交点）
- 終点：淡路市育波（育波橋交差点、兵庫県道31号福良江井岩屋線交点）
- 総延長：10.8 km
- 事前通行規制区間[1]：野田尾 - 生田畑
- 緊急輸送道路[1]：北淡IC - 終点

## 歴史
- 2006年（平成18年）4月1日 - 兵庫県告示第418号の2により路線名が津名北淡線から生穂育波線に変更。

## 地理

### 通過する自治体
- 淡路市

### 交差する道路
| 交差する道路               | 交差する場所 | 交差する場所        |
| -------------------------- | ------------ | ------------------- |
| 国道28号                   | 生穂         | 生穂西交差点 / 起点 |
| 兵庫県道462号仁井黒谷線    | 黒谷         |                     |
| E28 神戸淡路鳴門自動車道   | 育波         | 5 北淡IC            |
| 兵庫県道31号福良江井岩屋線 | 育波         | 育波橋交差点 / 終点 |

### 沿線
- 淡路市立津名東小学校
- あわじ花の歳時記園
- 長澤納豆店
- そばカフェ生田村
- AIE国際高等学校生田キャンパス